# Diofantos

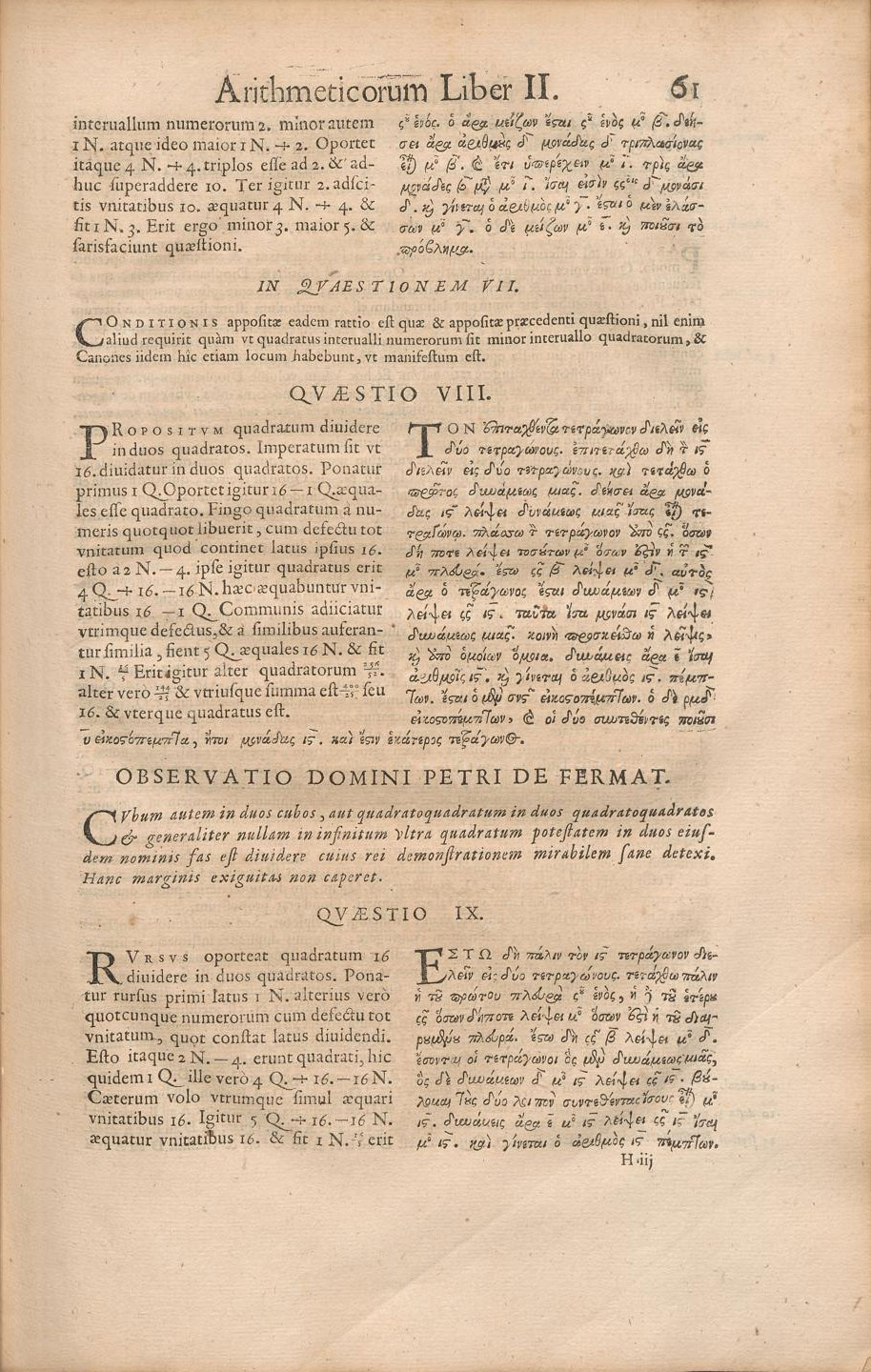
Arithmetica dzieło Diofantosa

Diofantos (gr. Διόφαντος = Diophantos, łac. Diophantus; ur. ok. 200/214 n.e., zm. ok. 284/298 n.e.) – matematyk grecki żyjący w III wieku n.e. w Aleksandrii.

## Dokonania
Jest autorem dzieła Arytmetyka, składającego się z 13 ksiąg, z których zachowało się 6 w języku greckim i 4 przetłumaczone na arabski. Poszerza ono zakres sposobów rozwiązania równań do trzeciego stopnia włącznie, względem wiedzy Babilończyków. Dzięki wprowadzeniu symboli i skrótów (np. na działanie odejmowania, symbol równości lub oznaczenie zmiennej) Diofantos może być uznany za autora języka algebraicznego. Diofantos nie znał liczb ujemnych, jednak odróżniał liczby „dodawane” od „odejmowanych” przez stosowanie odpowiednich znaków.
Diofantos miał uważać się za pierwszego matematyka, który zastosował znak równania {\displaystyle (=)} oraz znak odejmowania {\displaystyle (-).} Według legendy na jego nagrobku widniał napis:

Tu jest grobowiec, w którym złożono prochy Diofantosa. Przez jedną szóstą jego życia Bóg obdarzył go młodością, przez dalszą, dwunastą część życia jego policzki były pokryte brodą. Po siódmej dalszej części życia doświadczył szczęścia małżeńskiego, w którego piątym roku został ojcem syna. Nieszczęśliwie syn żył tylko połowę lat ojca, który pozostał w smutku przez cztery ostatnie lata swego życia.
Przechodniu, oblicz długość jego życia!